# NSU Ro 80
La NSU Ro 80 è una automobile berlina di fascia alta prodotta dalla casa automobilistica tedesca NSU Motorenwerke dal 1967 al 1977.

## Storia

### Genesi e debutto
La data di inizio del progetto Typ 80 che avrebbe portato alla realizzazione della Ro 80 viene fatta risalire al 18 agosto 1961, quando durante una riunione venne discussa la possibilità di realizzare una grande berlina da famiglia che in prima battuta si ipotizzò di inserire nel segmento di mercato allora rappresentato in Germania da vetture di fascia media come la Ford Taunus 12M, ma con caratteristiche più sportiveggianti, carrozzeria berlina a due porte, massa a vuoto non superiore a 800 kg e abitabilità e bagagliaio in linea con le berline di classe media del periodo e prezzo intorno agli 8.000 DM. Per quanto riguarda le specifiche di massima più strettamente tecniche, si ipotizzò innanzitutto di montare un motore Wankel birotore da circa 80 CV, trazione posteriore, cambio in blocco con il differenziale, velocità massima di 160 km/h circa e accelerazione da 0 a 100 km/h in circa 14 secondi. La scelta del motore Wankel fu effettuata sulla base degli esiti positivi ottenuti dal monorotore destinato alla piccola Spider della Casa di Neckarsulm, il cui progetto era ancora in fase di sviluppo, ma che spinse comunque con entusiasmo i responsabili di progetto verso tale direzione. Nel corso del 1962 venne costituita una squadra di responsabili del progetto, tra cui il supervisore Ewald Praxl, il responsabile per lo sviluppo del motore Walter Froede e il direttore del centro stile NSU Claus Luthe. Proprio a proposito del design si chiese a Luthe di disegnare una carrozzeria dalle linee aerodinamiche in modo da sottilineare anche sul piano stilistico quelli che erano i contenuti tecnologici della vettura definitiva, motore rotativo in primis. La sua équipe di sei collaboratori venne quindi invitata a presentare liberamente qualunque proposta di stile. Nell'aprile 1963 i collaboratori di Luthe presentarono le prime proposte di una certa rilevanza, proposte che un mese dopo vennero convertite in modellini in plastilina in scala 1:5 e che vennero vagliate attentamente da Luthe per stabilire quale di esse potesse passare la selezione. Tre mesi dopo, ad agosto, venne selezionato il lavoro ritenuto migliore e il 16 ottobre, dopo le ultime migliorie di dettaglio, alcune delle quali effettuate presso la galleria del vento di Stoccarda, tale lavoro venne presentato finalmente al consiglio di amministrazione della NSU, questa volta sotto forma di un modellino in legno. Il direttivo NSU si mostrò alquanto entusiasta dell'idea, compresa l'idea di utilizzare un birotore Wankel per la nuova vettura. Impose però alcuni cambiamenti radicali alle specifiche originarie del progetto: la vettura non avrebbe più dovuto essere di fascia media, ma di fascia medio-alta, in modo da confrontarsi faccia a faccia con le più gettonate berline del momento, tra le quali in quel periodo (fine 1963) vi erano per esempio la BMW 1800 o le Ford Zephyr e Zodiac; oltre a ciò, si fece marcia indietro per quanto riguardava la trazione posteriore, preferendo invece un più innovativo schema "tutto avanti".
Nel frattempo si lavorò alacremente al birotore Wankel, un motore da sempre ostico nella messa a punto: si era arrivati a definire una cubatura (il termine cilindrata sarebbe alquanto inappropriato) di 497,5 cm3 per rotore, per un totale di 995 cm3, equivalenti fiscalmente ad un motore a pistoni da 2 litri di cilindrata.
Il 24 marzo 1964 venne finalmente presentato il primo modello in scala 1:1, realizzato ancora una volta in legno e soprattutto prefigurante quasi del tutto il modello definitivo. Se ne differenziò essenzialmente per il disegno della coda, più corta e spiovente rispetto a quello che sarebbe stato il modello definitivo. Un mese e mezzo dopo, il 6 maggio, lo stesso modello venne presentato con gli interni completamente definiti. Il direttivo NSU approvò in toto e diede il via alla fase di industrializzazione del progetto. A tale scopo venne richiesto ed ottenuto dalla Dresdner Bank un prestito di circa 30-40 milioni di marchi.

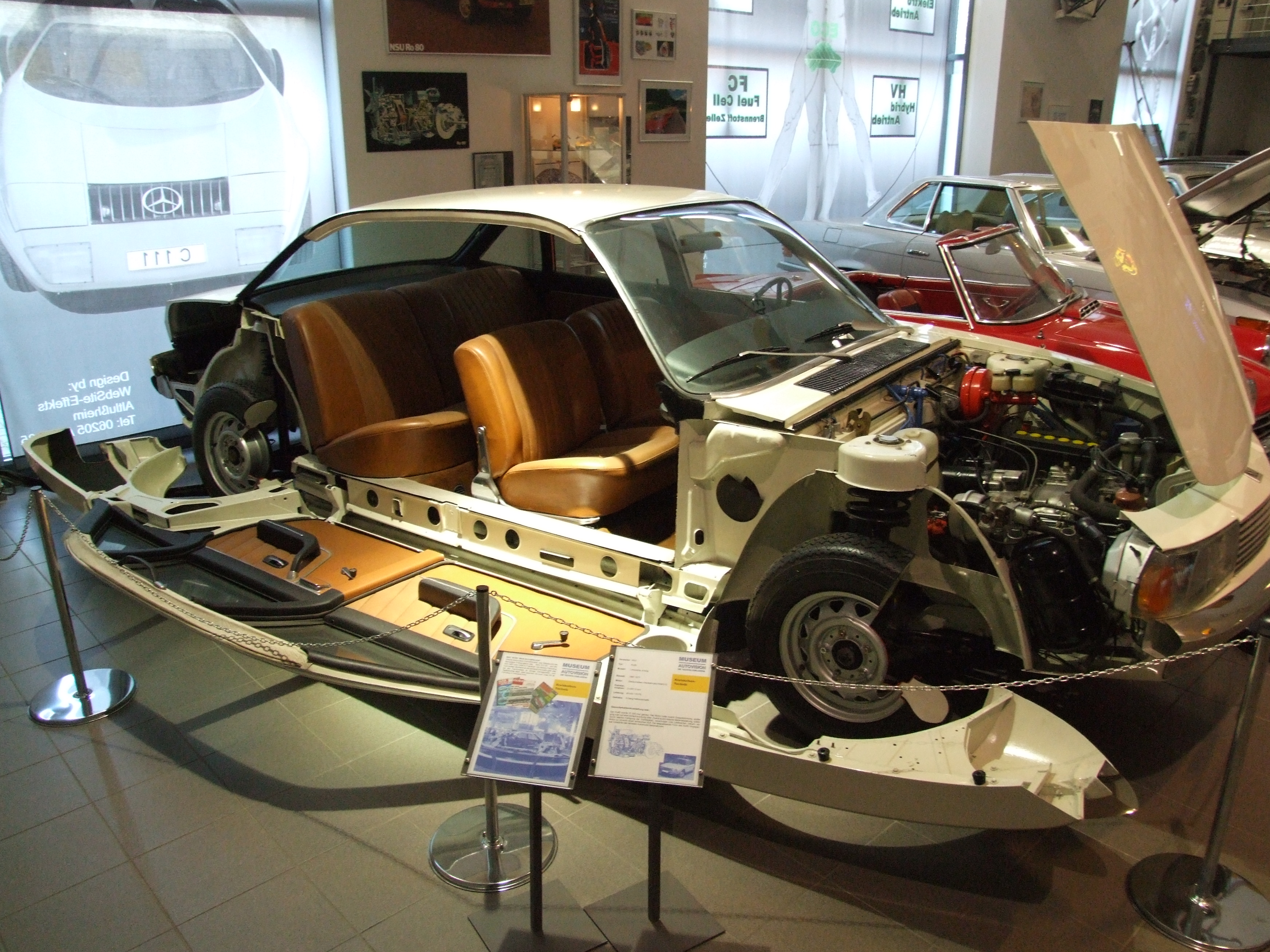
NSU Ro 80, IAA-Modell, al Museum Autovision di Altlußheim

Per quasi tutto il restante 1964, l'attenzione dei progettisti e dei responsabili si spostò sul progetto Typ 110, che necessitò anch'esso di uno sforzo particolare per poter arrivare alla presentazione, che sarebbe avvenuta di lì a poco più di un anno, e cioè nel settembre 1965). E proprio in quel mese si ricominciò a lavorare al progetto Typ 80, con il birotore che venne sottoposto a modifiche perché non in grado di entrare nel vano motore della vettura. Da tali modifiche nacque il motore KKM 512, che erogava inizialmente 100 CV di potenza massima. Il primo prototipo marciante in grado di essere sottoposto ai test di affidabilità fu pronto il 7 aprile 1966. Migliaia e migliaia furono i chilometri percorsi, mentre la scelta dei progettisti si allontanò progressivamente dal cambio manuale a quattro marce per orientarsi su un cambio semiautomatico a tre rapporti. Ciò comportò un'ulteriore rivisitazione del motore, che venne dotato fra l'altro di un nuovo tipo di accensione, a doppia candela. Altri aggiornamenti riguardarono l'utilizzo di nuovi materiali per realizzare più efficienti guarnizioni per i rotori, efficienti nel senso che non dovevano più creare attriti lungo le pareti dello statore sulle quali scorrevano.
Nel febbraio del 1967 si scelse il nome finale dell'autovettura. Il primo nome al quale si pensò fu "Typ 80", ma lo si dovette scartare in quanto la Mercedes-Benz lo aveva già utilizzato su una vettura da record. Si abbandonarono per ragioni simili anche "Rotary 80", "NSU Delphin", "Rota" e il pur evocativo "Delta 80" (in cui il nome "Delta" stabiliva una connessione tra la forma della lettera greca e la forma dei rotori di un motore Wankel). Alla fine si optò per Ro 80 dove Ro stava per Rotationskolben (pistone rotante) e 80 indicava la sigla interna del progetto. Nell'agosto del 1967 escono i primi esemplari: il 21 di quel mese vi fu la presentazione alla stampa e a numerosi rappresentanti di concessionari NSU da tutta Europa. Questa presentazione ebbe luogo presso il castello Solitude, non lontano da Stoccarda. A settembre l'auto venne presentata invece al Salone dell'automobile di Francoforte, dove anche il grande pubblico poté scoprirla dal vivo.

#### Design esterno ed interno

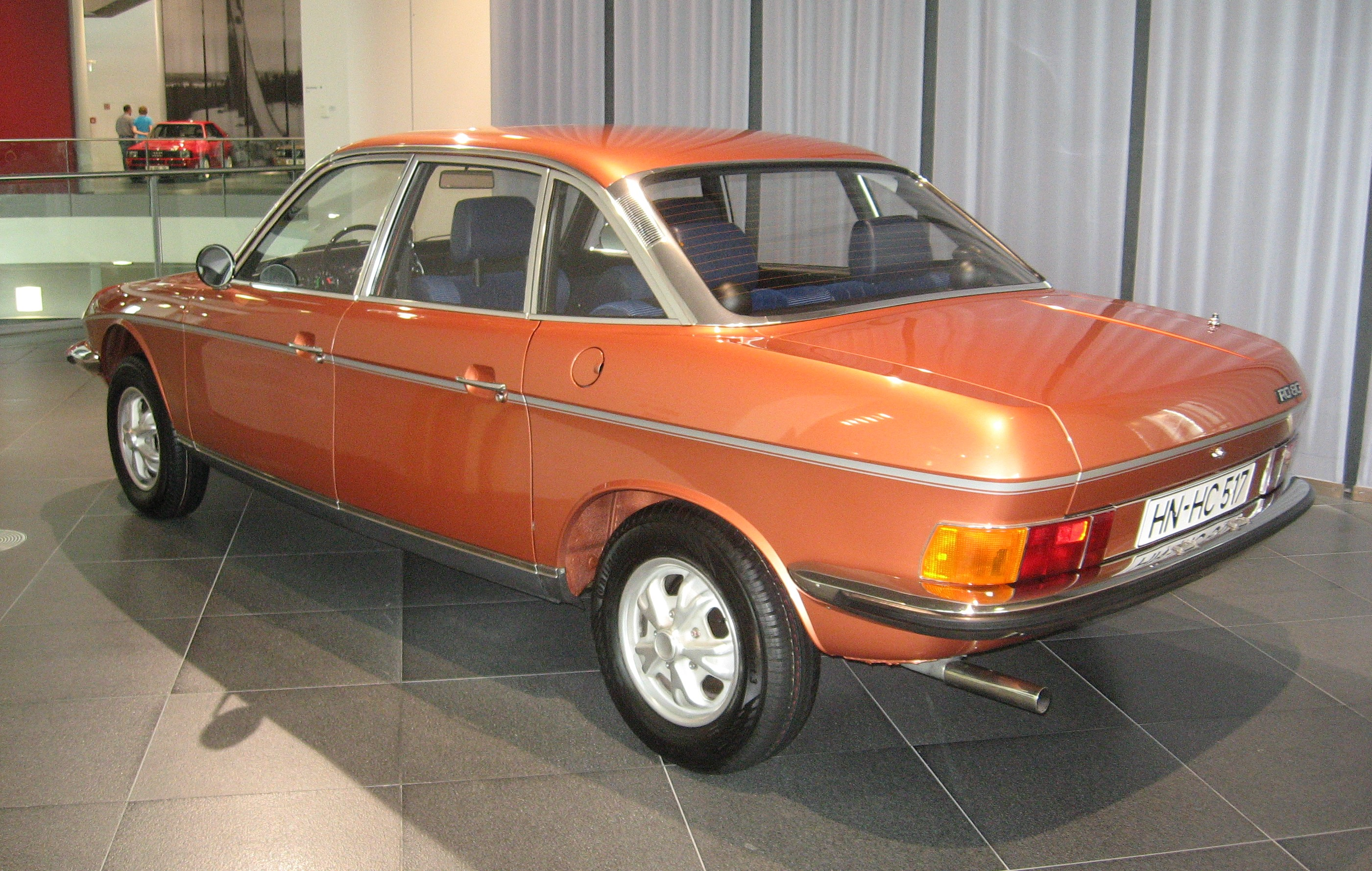
Vista posteriore di una Ro 80

L'équipe di designers diretta da Claus Luthe riuscì a concepire un corpo vettura molto moderno per l'epoca, merito del grande lavoro di progressivo affinamento portato avanti negli anni, ma anche di un consiglio di amministrazione incline alle innovazioni, anche quelle stilistiche. Ne derivò una linea a cuneo che la maggior parte dei costruttori avrebbe utilizzato solo nel decennio seguente, con volumi assai levigati, senza particolari orpelli, ma votata unicamente all'ottimizzazione dell'aerodinamica in rapporto all'epoca e al genere di vettura. Gli studi aerodinamici fatti sulla carrozzeria della vettura portarono ad un cx di 0.355, valore tra i migliori in assoluto per l'epoca. Gli ingombri erano quelli di una grossa berlina: rispettivamente 4,78 m di lunghezza, 1,76 m di larghezza e 1,41 m di altezza. Il peso totale era di 1.210 kg. 
Il passo assai lungo ne sbilancia in parte l'equilibrio stilistico, ma fu espressamente voluto per ottimizzare l'abitabilità interna. Il frontale è caratterizzato da grandi gruppi ottici rettangolari composti da più elementi racchiusi sotto una carenatura, in mezzo ai quali trova posto un'ampia calandra a griglia. Altra caratteristica del frontale è il cofano motore più basso del normale, soluzione resa possibile dai ridotti ingombri del motore rotativo posto sotto il cofano. Al di sotto dei fari trova posto un paraurti molto avvolgente che si prolunga fin sul bordo dei passaruota. Il parabrezza è molto ampio e inclinato all'indietro, sempre per favorire l'aerodinamica. La fiancata è percorsa da una nervatura che passa in corrispondenza delle maniglie porta ed è sottolineata da una barra cromata nel sottoporta. Tale nervatura passa anche per la coda, percorrendo quasi per intero il perimetro della vettura, come nelle "sorelle minori" a motore posteriore, anche se qui non si tratta di una linea cromata per evitare di appesantire la vista d'insieme. Proprio la vista laterale permette di notare la particolare inclinazione del parabrezza, ma anche del lunotto, oltre al passo smisurato che fa del corpo vettura della Ro 80 un'opera che non accetta mezzi termini: o si apprezza o si detesta. La linea a cuneo della Ro 80 porta giocoforza ad una coda sensibilmente più alta del frontale, dove i fari posteriori, dall'aspetto più convenzionale di quelli anteriori, sono alloggiati nella parte inferiore della coda stessa, appena sopra il paraurti, anch'esso avvolgente come quello anteriore e proteso fino al bordo del passaruota posteriore.

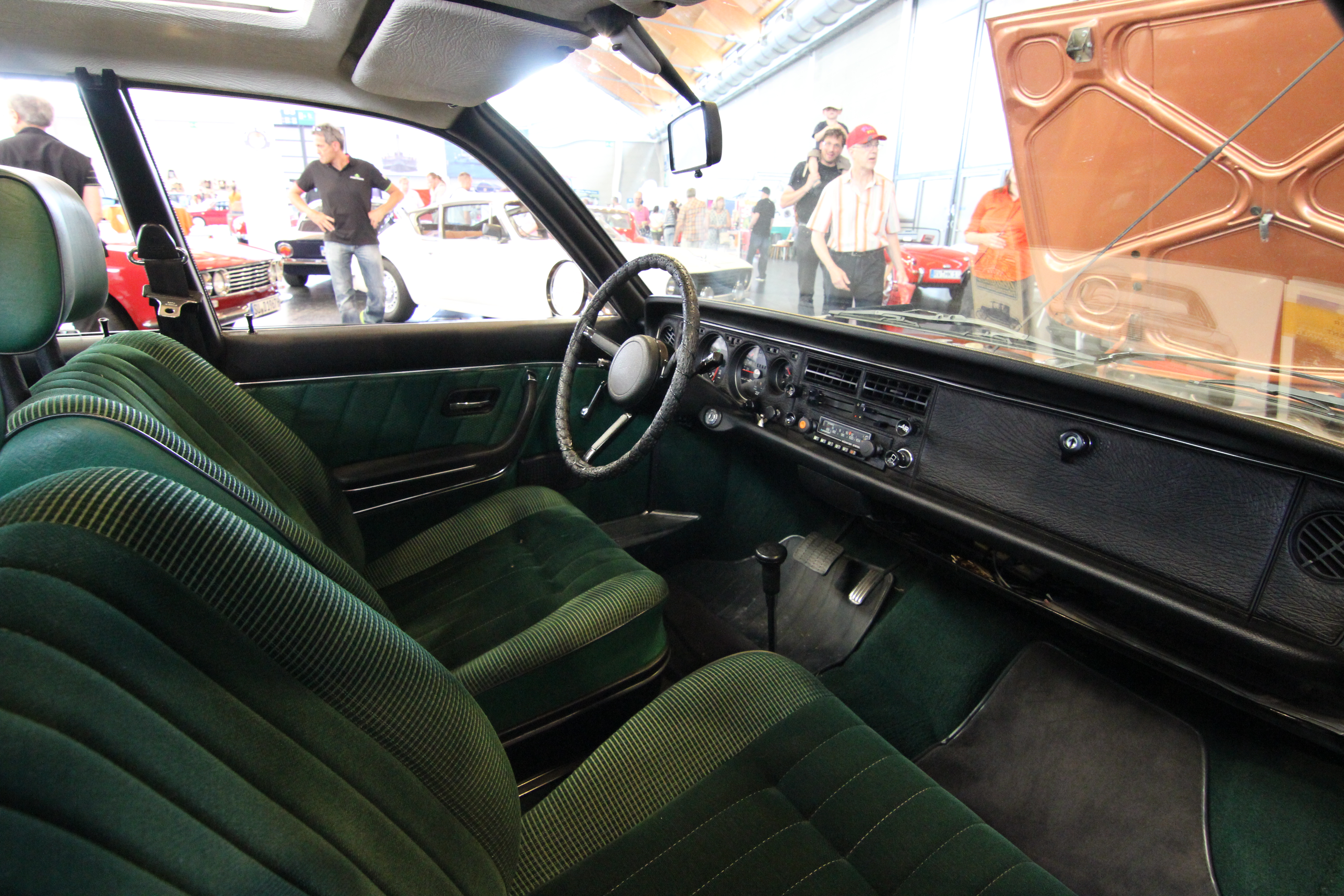
Il posto guida di una Ro 80

I pregi di una comoda berlina da famiglia quale voleva essere la Ro 80, si ritrovano anche nell'abitacolo, ben rifinito per gli standard dell'epoca con il pavimento e il fondo del bagagliaio rivestiti in moquette e la plancia e i pannelli porta rivestiti in finta pelle dal disegno lineare, semplice e gradevole alla vista. L'abitacolo è molto spazioso grazie al passo generoso, la vettura ospita comodamente cinque persone anche se dietro non è fatta per passeggeri di statura molto alta. Il posto guida è caratterizzato da un volante a tre sottili razze con un grosso mozzo centrale di forma circolare, ma anche da un cruscotto molto dotato e completo, in cui sono presenti, oltre al tachimetro e al contagiri, anche l'indicatore del livello carburante e l'orologio. Sul lato destro della plancia è poi presente un vano portaoggetti richiudibile. Come in ogni auto priva di cambio manuale, la pedaliera è composta solo da due pedali, freno e acceleratore, mentre la leva del cambio è comunque posta sul pavimento e comprende anche una posizione di parcheggio. Non c'era il pedale della frizione, che veniva attivata quando il conducente azionava la leva del cambio. Questa si muoveva con il classico "schema ad H".

#### Struttura, meccanica e motore

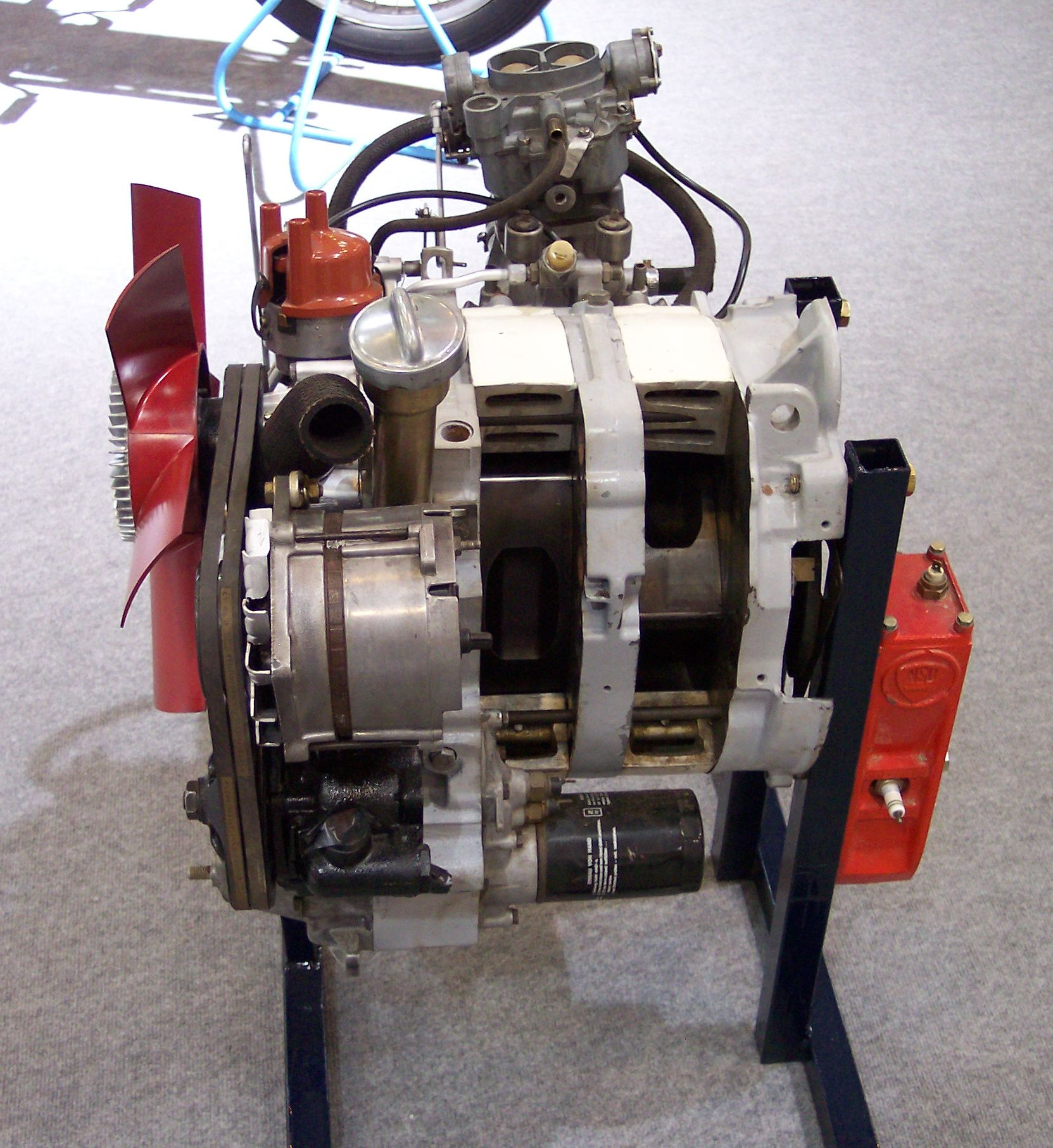
Spaccato del birotore Wankel della Ro 80: si notino sulla destra i due rotori

La struttura della Ro 80 era del tipo a scocca portante con numerosi elementi scatolati e utilizzava un pianale inedito, improntato ad una architettura meccanica altrettanto nuova, del tipo a motore longitudinale e a trazione anteriore. La vettura poteva contare su uno schema sospensivo a ruote indipendenti su entrambi gli assi, con avantreno di tipo MacPherson e retrotreno a bracci oscillanti. L'impianto frenante era a disco sulle quattro ruote: i dischi anteriori erano entrobordo, montati cioè a ridosso del differenziale per ridurre le masse non sospese. L'impianto era idraulico a doppio circuito: il circuito principale agiva su tutti e quattro i dischi, mentre il secondo solo sull'avantreno. Lo sterzo era del tipo a cremagliera, mentre il cambio era semiautomatico a tre rapporti tutti sincronizzati, con convertitore di coppia e frizione monodisco a secco a comando elettropneumatico. Il cambio semiautomatico della Ro 80, fra l'altro, era strettamente imparentato con il cambio semiautomatico utilizzato nello stesso periodo nella Porsche 911 Sportomatic e con il cambio automatico, sempre a tre rapporti, utilizzato invece nella Volkswagen 1500 Automatica. Il differenziale era in blocco con il cambio, come stabilito fin dall'inizio del progetto Typ 80. Il motore utilizzato dalla Ro 80 è sicuramente l'aspetto più particolare della vettura, un motore rotativo che la Casa di Neckarsulm riuscì a realizzare partendo direttamente dalla consulenza del suo inventore Felix Wankel. Nel caso della Ro 80 si trattava di un birotore da 995 cm³ di cubatura alimentato mediante due carburatori Solex e in grado di erogare fino a 115 CV DIN (o 130 CV SAE) di potenza massima. Grazie a tale valore di potenza e ai rapporti lunghi del cambio, la velocità massima era di 180 km/h, anche se l'accelerazione, specialmente nei tratti in salita, non era eccezionale.

### Carriera commerciale

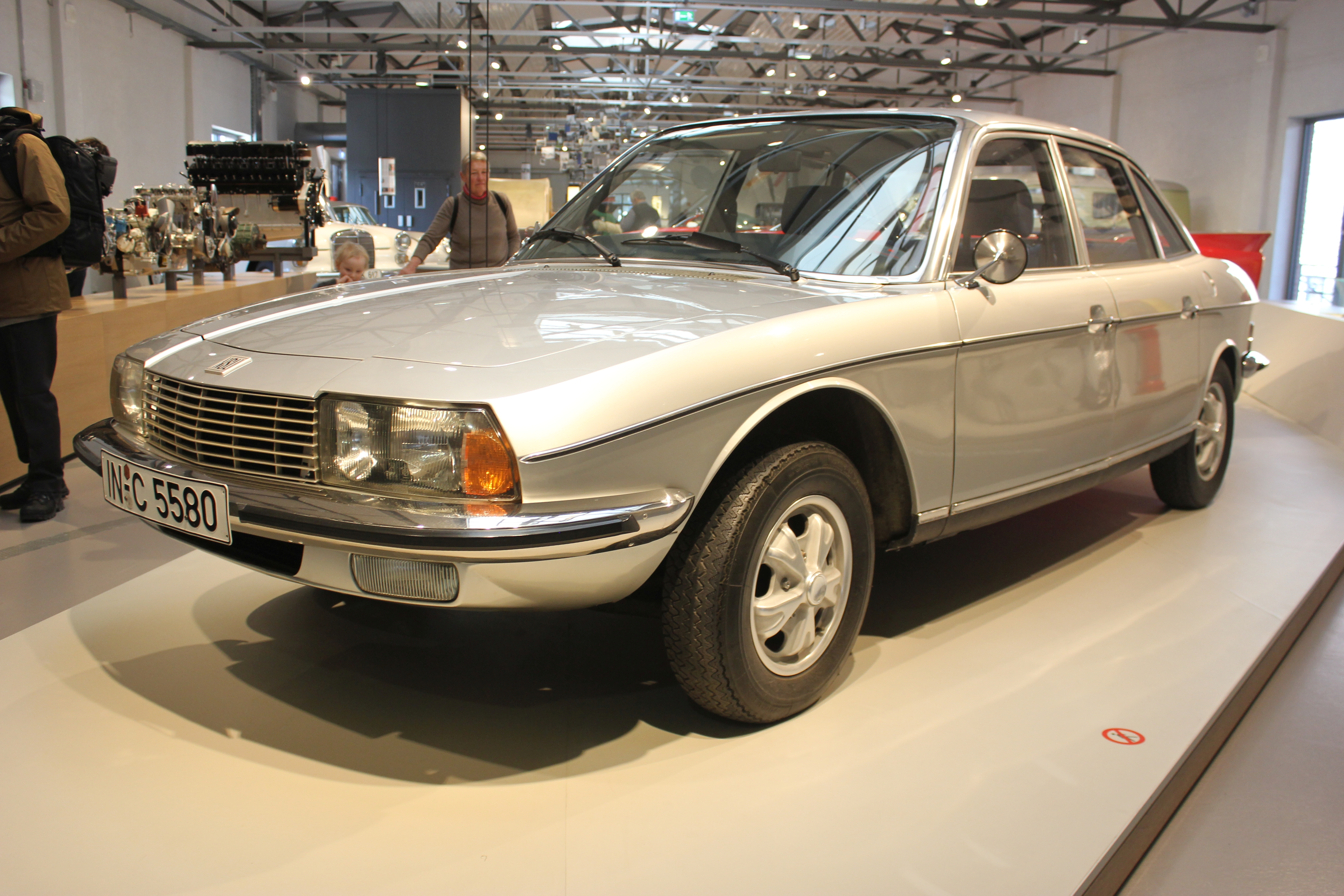
Una Ro 80 con i cerchi in lega

Nel 1968 la Ro 80 viene eletta auto dell'anno. La carriera commerciale della Ro 80 fu rovinata fin dall'inizio da frequenti episodi di guasti al motore. L'unità rotativa dimostrò infatti parecchi problemi sotto il punto di vista dell'affidabilità con la necessità di interventi radicali già solo dopo una percorrenza di 50.000 km. Questi problemi vennero in gran parte superati nelle versioni prodotte dopo il 1970, ma la fama del modello era ormai danneggiata irreparabilmente. Oltre a ciò, il motore rotativo della Ro 80 si dimostrò assai assetato di carburante: a fronte degli 11,2 litri di benzina ogni 100 km dichiarati dalla casa, i test su strada condotti da numerose riviste specializzate rivelarono in alcuni casi un consumo quasi doppio, fino a 20 litri ogni 100 km. A titolo comparativo, una Mercedes-Benz 230 nuova di fabbrica, pur montando un motore a 6 cilindri da 120 CV, consumava meno. Anche tale aspetto finì per deludere la potenziale clientela che quindi preferì l'acquisto di altri modelli con motore tradizionale. Nel corso della sua carriera commerciale, la Ro 80 venne sottoposta ad aggiornamenti di dettaglio, in gran parte volti a contenere gli effetti di usura precoce e consumo elevato. Fu il caso, ad esempio, dell'adozione di un nuovo carburatore, oppure di un nuovo avantreno con bracci in alluminio anziché in ghisa per risparmiare sul peso. La crisi petrolifera che sarebbe sopraggiunta alla fine del 1973 avrebbe fatto il resto. L'insuccesso della vettura sul mercato contribuì al tracollo dell'azienda produttrice, che già nel 1969 vide l'entrata nel suo capitale da parte del gruppo Volkswagen. L'unico restyling, peraltro molto lieve, si ebbe nel 1975: le Ro 80 esteticamente aggiornate si riconoscevano per i fari posteriori leggermente più grandi, per il profilo protettivo in gomma sui paraurti e per la targa posteriore spostata da sotto a sopra il paraurti
L'ultimo esemplare uscì il 14 aprile del 1977; gli esemplari prodotti furono 37.374. Negli anni '70 e '80 il valore d'occasione di queste vetture era pressoché nullo, stante i problemi di affidabilità del motore, acuiti dal fatto che pochissimi meccanici possedevano le conoscenze specifiche per intervenire efficacemente. In Germania in molti casi le officine optavano per la sostituzione del propulsore rotativo con un robusto V4 Ford Essex in ghisa ad aste e bilancieri, un motore economico, di facile reperibilità e alquanto compatto per entrare nell'alloggiamento sotto il cofano della Ro 80. Oggi, gli esemplari superstiti interessano i collezionisti, che hanno capito l'originalità tecnica di questo modello poco fortunato.
Con la cessazione della produzione di questo modello terminò anche la presenza sul mercato della casa madre che, dal 1884, era riuscita a farsi una notevole fama sia in campo automobilistico che in campo motociclistico.